# Griechisches Konservatorium
Das Griechische Konservatorium (griechisch Ελληνικό Ωδείο Elliniko Odio) ist eine Musikhochschule in Athen. Eine Dependance befindet sich in Vlora, Albanien.

## Geschichte
Das Konservatorium wurde 1919 von Manolis Kalomiris gegründet, einem Professor des Athener Konservatoriums. Er warb von dort auch den Violinisten Tony Schultze ab. Kalomiris verließ das Konservatorium bereits 1926 und gründete das Nationale Konservatorium.

## Personen
- Manolis Kalomiris (1883–1962), Komponist und Gründer des Konservatoriums
- Tony Schultze (1880–1954), Violinist
- Dimitrios Levidis (1886–1951), Komponist
- Dinos Constantinides (1929–2021), Komponist
- Leonidas Kavakos (* 1967), Violinist